# Myrcianthes mato
Myrcianthes mato là một loài thực vật có hoa trong Họ Đào kim nương. Loài này được (Griseb.) McVaugh mô tả khoa học đầu tiên năm 1963.